# Concursul Kangourou
Concursul Kangourou este un joc-concurs de matematici organizat în 33 de țări din lume de către Asociația Kangourou Sans Frontières. Acest joc, destinat elevilor, a fost creat în 1991 după modelul Concursului Național Australian de către André Deledicq, profesor de matematici la Université de Paris 7, și Jean-Pierre Boudine, profesor de matematici  la Marsilia. Este destinat vulgarizării matematicii sub o formă ludică.
Jocul-concurs Kangourou are loc în fiecare an, în a treia vineri din luna martie. În 2005, acest concurs a reunit peste 3.000.000 de copii și tineri, cu vârste cuprinse între 8 și 18 ani, ceea ce îl face cel mai mare concurs-joc din lume.
Elevii din România participă încă de la primele ediții la Concursul Kangourou des Mathématiques. În ultimii ani, în România, denumirea concursului a primit o înfățișare românească: „Concursul Cangurul”.

## Reguli

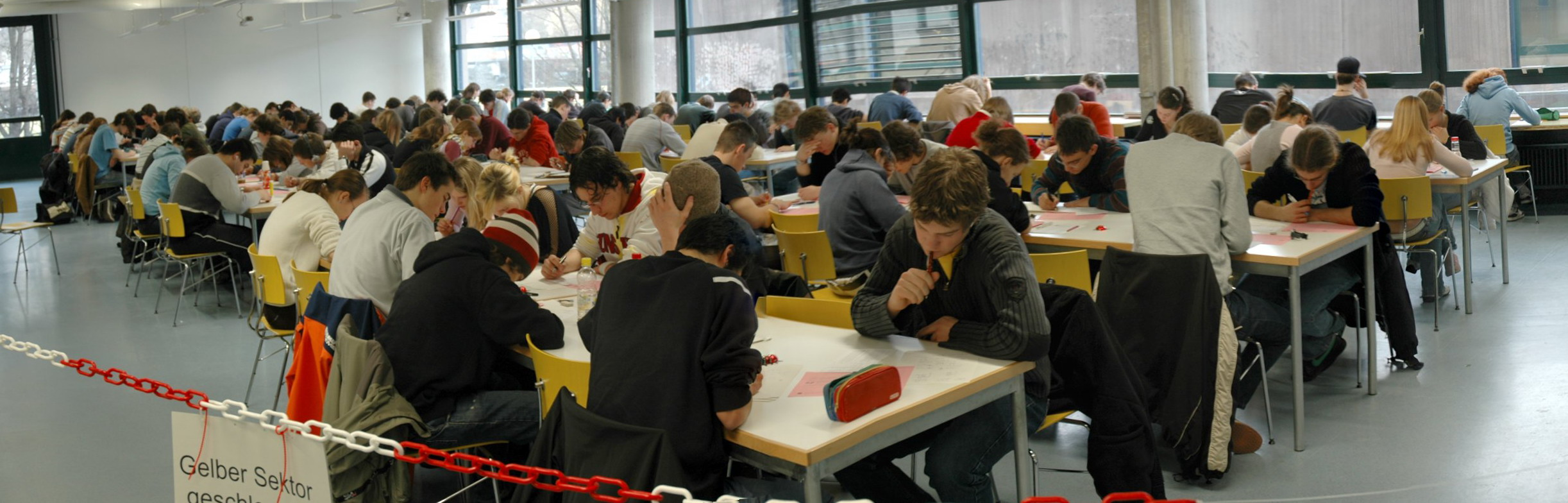
School students during the Kangaroo in Germany in 2006

Proba durează 50 de minute. Este o probă de logică formată din trei grupe de întrebări, dintr-un total de 24, care valorează fiecare un număr crescând de puncte. Există și două întrebări subsidiare folosite la departajarea  eventualilor ex-aequo. Ciornele și instrumentele de geometrie sunt admise, însă calculatoarele (de buzunar, de birou, ...) sunt prohibite. Cerneala trebuie să fie albastră.  
Există două două moduri de a câștiga la concursul Kangourou: fie acumulând cele mai multe puncte pe ansamblul întrebărilor, fie răspunzând la cea mai lungă serie de întrebări începând de la prima.

## Premii
Cei mai bine clasați primesc călătorii, abonamente la reviste, cărți de jocuri matematice, material pentru studierea matematicilor etc.